# Criogenia

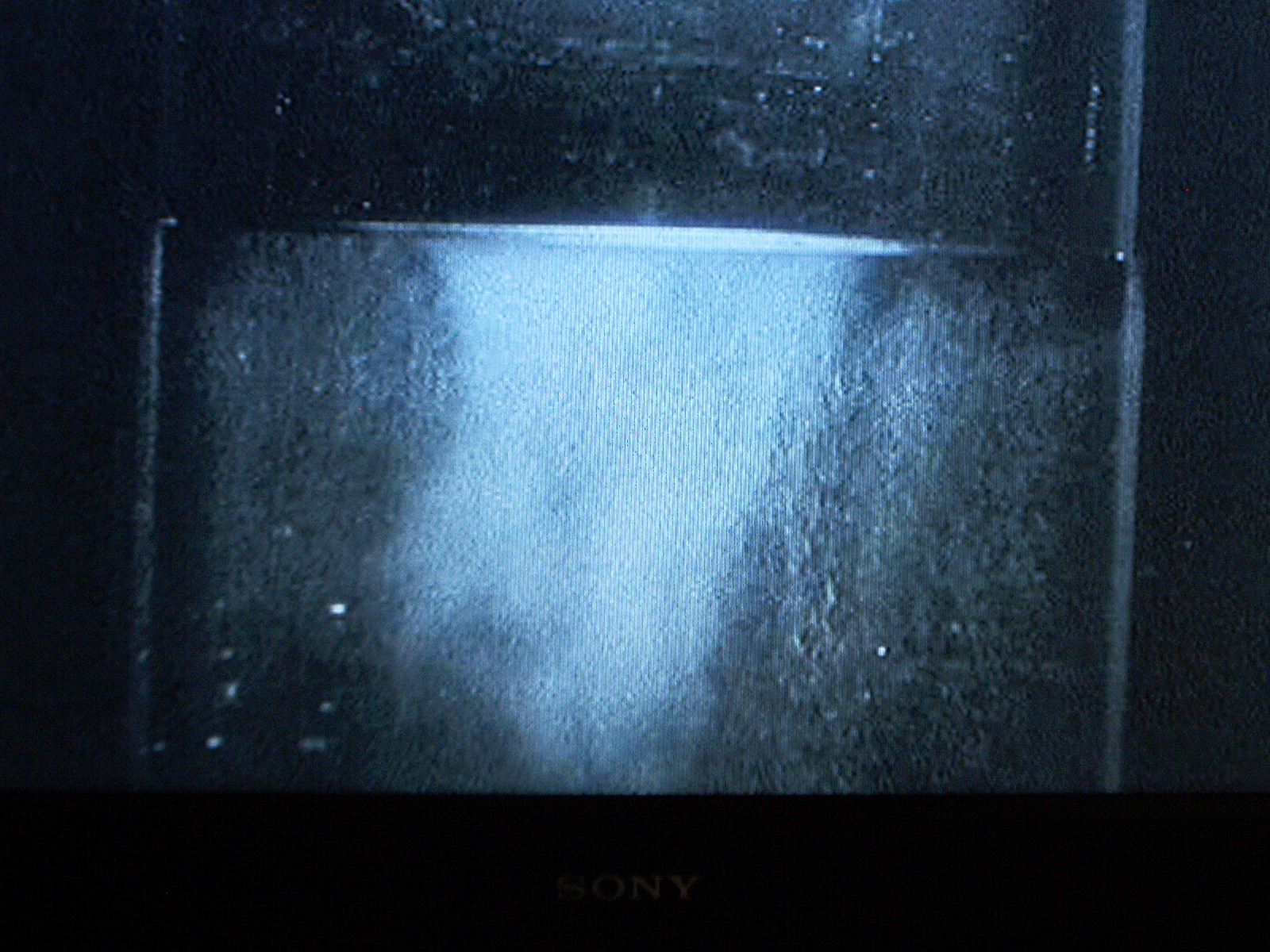
Elio liquido in un recipiente di vetro, in vuoto, l'elio è a pressione atmosferica a 4,2 K. Sono visibili le bolle

La criogenia (dal greco κρύος + γονική, che significa "generazione di freddo", tuttavia il termine è sinonimo di stato a bassa temperatura) è una branca della tecnologia che riguarda lo studio, la produzione e l'utilizzo di temperature molto basse. La criogenia ha avuto e continua ad avere una notevole importanza in fisica e in chimica.
Non è ben definito a che punto della scala della temperatura finisce la refrigerazione e dove inizia la criogenia. Il NIST, l'agenzia federale USA che si occupa di tecnologie, ha scelto di considerare il campo della criogenia quello che riguarda temperature sotto i 93 K (-179,85 °C). Questa è una scelta ragionevole, poiché i tipici punti di ebollizione dei gas comunemente chiamati criogenici (come elio, idrogeno, neon, azoto, ossigeno, e l'aria) sono al di sotto di 93 K, mentre i refrigeranti comuni quali il freon, l'ammoniaca hanno punti di ebollizione sopra i 93 K.
Anche se altri autori considerano il limite a temperatura più alta 123 K.
La scoperta di nuovi materiali superconduttori con temperature critiche significativamente più alte del punto di ebollizione dell'azoto liquido ha motivato un nuovo interesse per la produzione a basso costo di liquidi refrigeranti a più alta temperatura dell'azoto liquido.
Per questa ragione si è introdotta la definizione di criogenia ad alta temperatura che descrive temperature nell'intervallo di temperature dal punto di ebollizione dell'azoto liquido
77 K (-196 °C) fino a 223 K (-55 °C).
In criogenia la scala Kelvin è comunemente usata invece di quella Celsius. La scala Kelvin usa lo zero assoluto come zero della scala e quindi 0 K equivalgono a -273,15 °C.

## Definizioni e distinzioni

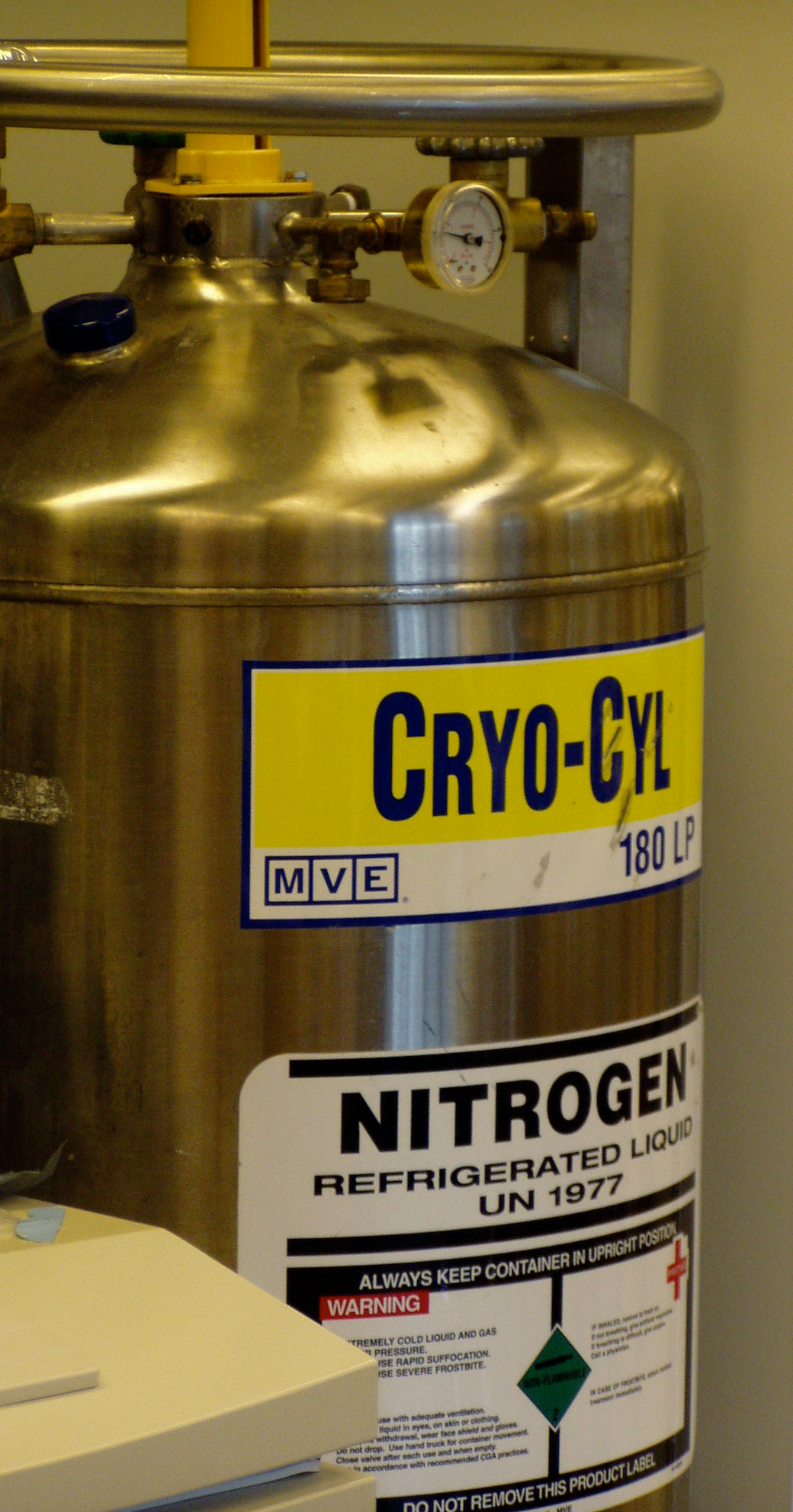
Serbatoio contenente azoto liquido

Criogeniala branca della fisica e ingegneria che si occupa dello studio delle temperature molto basse, come produrle e lo studio del comportamento dei materiali a tali temperature.
Criobiologiala branca della biologia che studia l'effetto delle basse temperature sugli organismi viventi, spesso allo scopo di conservarli (criopreservazione). Di particolare interesse è la conservazione di materiale genetico per scopi riproduttivi.
Criochirurgiala branca della chirurgia che si occupa di distruggere tessuti biologici anormali o malati.
Crionicaè una tecnica di conservazione mediante azoto liquido molto rapida per preservazione a basse temperature (criopreservazione) di uomini e animali, che la medicina non è ancora in grado di tenere in vita, con la speranza che in futuro sia possibile ripristinare le loro funzioni vitali e curarli. Nella stampa non scientifica tale tecnica spesso viene chiamata erroneamente criogenia.

## Fluidi criogenici
Temperatura di ebollizione a pressione atmosferica in kelvin di molti fluidi criogenici.
| Fluido   | Punto di ebollizione (K) |
| -------- | ------------------------ |
| Elio-3   | 3,19                     |
| Elio-4   | 4,214                    |
| Idrogeno | 20,27                    |
| Neon     | 27,09                    |
| Azoto    | 77,36                    |
| Aria     | 78,8                     |
| Fluoro   | 85,24                    |
| Argon    | 87,24                    |
| Ossigeno | 90,18                    |
| Metano   | 111,7                    |

## Date importanti in criogenia
- 1877 – Raoul Pictet e Louis Paul Cailletet[5], contemporaneamente sviluppano due metodi per liquefare l'ossigeno
- 1895 – Carl von Linde deposita un brevetto per il ciclo Hampson–Linde per la liquefazione dell'aria e altri gas: ma solo nel 1903 viene registrato.
- 1898 – James Dewar per la prima volta liquefà l'idrogeno utilizzando una tecnologia innovativa: il raffreddamento rigenerativo.
- 1908 – Heike Kamerlingh Onnes liquefà l'elio.
- 1911 – Heike Kamerlingh Onnes scopre il fenomeno della superconduttività.
- 1926 – Willem Hendrik Keesom ottiene l'elio solido.
- 1937 – Pyotr Leonidovich Kapitsa[6] in Unione Sovietica e John F. Allen con Don Misener[7] nel Regno Unito scoprono la superfluidità dell'elio-4 liquido a 2,2 K.
- 1951 – Heinz London propone il principio del refrigeratore a diluizione.
- 1972 – D. M. Lee, R. C. Richardson e D. Osheroff trovano la superfluidità dell'elio-3 a 0,002 K.
- 1978 – D. Wineland e H. Dehmelt dimostrano la possibilità di fare raffreddamento laser.
- 1999 – Il record sulla più bassa temperatura è 100 picokelvin (pK) raffreddando gli spin nucleari in un campione di rodio[8].

## Applicazioni industriali
.

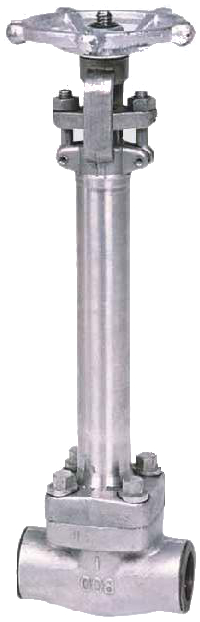
Valvola criogenica

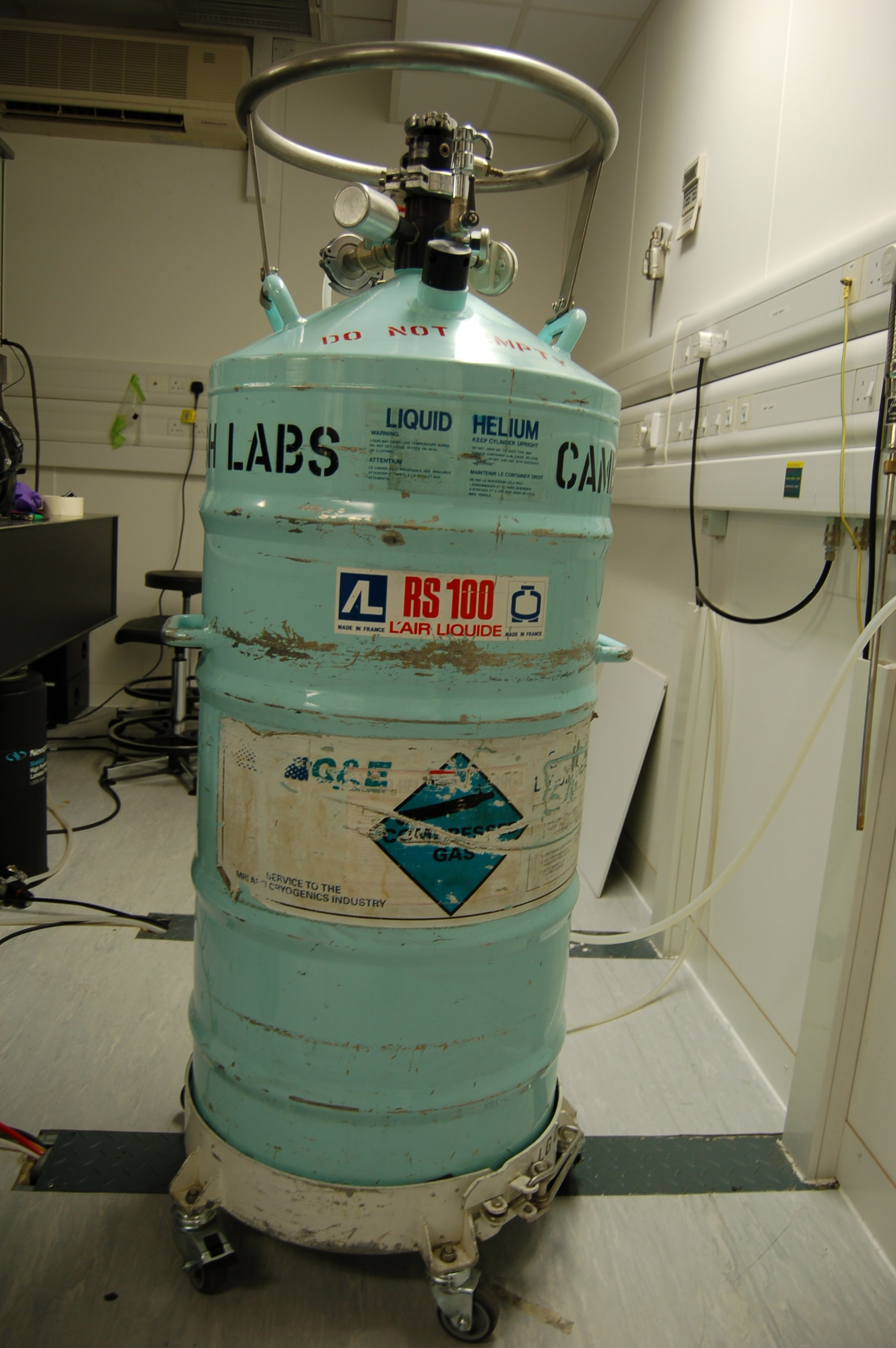
Dewar da trasporto per elio liquido

Aria liquida, azoto liquido ed elio liquido sono usati in molte applicazioni criogeniche. L'azoto liquido è il liquido criogenico più economico e più usato, ed è abbastanza diffuso in tutto il mondo. Durante la guerra fredda, l'elio liquido utilizzato per raggiungere le temperature più basse era considerato un materiale strategico e gli Stati Uniti non lo commercializzavano con i paesi alleati dell'Unione Sovietica.
Questi liquidi vengono conservati in speciali recipienti (dewar), che sono dei contenitori con due pareti separate da alto vuoto.
Il nome dewar deriva dal suo scopritore James Dewar che è colui che ha anche liquefatto per la prima volta l'idrogeno.
I tipici dewar di laboratorio sono con il fondo semisferico, spesso fatti in vetro e protetti nella parte esterna da un recipiente metallico.
I dewar per l'elio sono spesso realizzati con un doppio contenitore isolato: il più esterno contiene azoto liquido e l'interno isolato l'elio liquido.
I dewar da trasporto per l'elio sono oramai con un solo recipiente a doppia parete, ma lo spazio vuoto è riempito con sottilissimi fogli di mylar alluminato che viene comunemente chiamato super isolamento, che evitano l'uso di azoto liquido, grazie alla riduzione del calore irradiato che è la forma principale di ingresso termico attraverso le pareti.
Per trasferire i liquidi criogenici da un recipiente all'altro si usano dei particolari tubi isolati con vuoto detti tubi di trasferimento.

### Distillazione dell'aria
La distillazione dell'aria è stata forse la prima applicazione industriale della criogenia. Tutti i gas presenti nell'aria possono essere liquefatti a pressione ambiente abbassandone la temperatura. La tabella che precede elenca le temperature di ebollizione dei vari gas presenti nell'aria. Poi per distillazione frazionata vengono separati vari gas: prima l'ossigeno  a 90,18 K, poi l'argon a 87,35 K e infine il residuo è azoto. I gas prodotti con questo metodo presentano molte impurità, e per alcune applicazioni necessitano di ulteriori processi di purificazione.
Si contendono il primato mondiale della produzione di tali gas poche società: la francese Air Liquide, le italiane SOL s.p.a. e la SIAD s.p.a., la tedesca Linde che ha acquistato la britannica The BOC Group e la statunitense Praxair, che controlla in Italia la Rivoira S.p.A.

### Processi criogenici
Il campo della criogenia migliorò durante la seconda guerra mondiale, quando gli scienziati scoprirono che i metalli portati a bassissime temperature mostravano una maggiore resistenza all'usura. Basandosi su questa teoria dell'indurimento criogenico, Ed Busch fondò nel 1966 a Detroit un'industria commerciale dei criogeneratori: la Cryotech. Sebbene la Cryotech si unì successivamente con la 300 Below per creare la prima e più grande compagnia commerciale criogenica del mondo, essi originariamente sperimentarono la possibilità di aumentare la durata degli attrezzi metallici del 200-400% usando la tempra criogenica piuttosto della tempra a caldo. Usando azoto liquido, la Cryotech formulò la prima versione di un criogeneratore. Sfortunatamente per la Cryotech, i risultati furono instabili, poiché i componenti a volte subivano shock termici se raffreddati troppo velocemente. Alcuni componenti nei primi test addirittura si frantumarono a causa delle bassissime temperature. Negli ultimi anni la tecnologia sta migliorando e consegue risultati sempre più stabili.
Il processo di trattamento criogenico, non è un sostituto del trattamento termico, ma piuttosto una estensione del ciclo di indurimento dei materiali che prevede riscaldamento e rapido raffreddamento. Normalmente la temperatura finale è quella ambiente. La ragione è che è più economico normalmente non avere impianti criogenici. Ma chiaramente avere come temperatura finale 77 K ampia l'intervallo del trattamento. Non tutte le leghe hanno la stessa composizione chimica per cui l'importanza di tale trattamento dipende anche dalla storia termica e dall'uso che si deve fare degli oggetti.
Un processo di questo genere richiede spesso vari cicli caldo-freddo e può richiedere anche quattro giorni.  Alcuni materiali che a temperatura ambiente sono soffici ed elastici (gomme e plastiche ad esempio) diventano duri e fragili a basse temperature, questo rende possibile la macinazione a freddo che in inglese viene chiamata con un nome specifico: cryomilling.

### Combustibili criogenici
Un altro uso della criogenia sono i combustibili criogenici. Essenzialmente sono ossigeno e idrogeno, usati come carburanti nei missili (anche se è più corretto identificare l'ossigeno come un comburente). Per esempio, lo space shuttle usa ossigeno e idrogeno criogenici come spinta principale per entrare in orbita, e anche i missili costruiti per il programma spaziale sovietico da Sergej Pavlovič Korolëv. Ciò si trasformò nell'oggetto del contendere con il suo rivale Valentin Glushko ingegnere anche lui, che affermava che i combustibili criogenici non erano pratici per grandi razzi come lo sventurato vettore N-1.
La russa Tupolev sta compiendo ricerche riguardo al suo progetto Tu-154 utilizzando combustibile criogenico, con la sigla Tu-155. L'aereo usa gas naturale liquefatto (o LNG), e ha compiuto il suo primo volo nel 1989.

### Trasporto di gas naturale
Il gas naturale è una delle principali fonti di energia fossile sfruttate, assieme al petrolio e al carbone. Presente in numerose aree del globo, per arrivare nelle aree di consumo può essere compresso o immesso in gasdotti, oppure liquefatto (riducendo il suo volume di circa 600 volte) e trasportato tramite navi metaniere. Questa seconda opzione è preferita per lunghi tragitti.

## Altre applicazioni

### Tomografia a risonanza magnetica
La tomografia a risonanza magnetica, indicata con l'acronimo MRI, è una tecnica che necessita di campi magnetici stabili e particolarmente intensi che possono essere prodotti solo da magneti superconduttori. I magneti superconduttori utilizzati sono immersi in un bagno di elio liquido. Praticamente tutti i sistemi utilizzano superconduttori tradizionali. Tale applicazione molto diffusa in tutto il mondo occidentale ha reso molto diffuso l'elio liquido.

### Pompe criogeniche
Nei processi di crescita di fili sottili, tipici della industria dei semiconduttori, ma anche dei laboratori di ricerca, si richiede un vuoto spinto con pochi residui contaminanti come ossigeno e acqua. Le bassissime pressioni vengono raggiunte con un sistema a più stadi che ha come stadio finale molto spesso una criopompa che mantiene una superficie metallica a temperatura molto bassa (circa 10 K) in genere ricoperta da sostanze con elevato rapporto superficie volume per aumentare la portata di aspirazione. In genere questi sistemi sono molto efficienti per rimuovere i gas presenti nell'aria: acqua, ossigeno argon e azoto, meno efficiente per l'idrogeno. 
Comunque gli ambienti in questione sono in genere molto piccoli, e le macchine utilizzate hanno potenze refrigeranti di poche decine di watt.

### Sensori a infrarossi
I sensori a infrarossi comunemente chiamati bolometri, risultano molto più sensibili se funzionano a temperature criogeniche. Infatti tali dispositivi variano la loro temperatura per effetto della radiazione elettromagnetica che assorbono e per potere misurare la temperatura di un corpo nero debbono avere una temperatura più bassa del corpo nero stesso. Inoltre a bassa temperatura la loro capacità termica è molto più bassa e quindi diventano molto più veloci. Per raggiungere la migliore sensibilità sono tenuti anche a frazioni di kelvin (da 50 mK a 300 mK) specialmente se usati in astronomia submillimetrica come nel Herschel Space Observatory e il James Clerk Maxwell Telescope, anche se più comunemente operano tra 4 e 100 K.

### Crioconservazione
Liquidi criogenici, in genere azoto liquido, sono utilizzati per alcune applicazioni quali la conservazione di alcuni cibi e dei vaccini. Il processo nel caso dei vaccini è fatto immergendoli rapidamente in azoto liquido.
I criogeni come l'azoto liquido sono inoltre usati per applicazioni di congelamento e di raffreddamento, ad esempio il congelamento di prodotti di biotecnologia. Alcune reazioni chimiche, come quella usata per produrre statine, devono avvenire a temperature di circa 172 K.
Per conservare sangue di gruppi sanguigni particolarmente rari si usa mantenerli in azoto liquido.

### Elettronica a bassa temperatura
L'elettronica tradizionale basata sulla fisica dei semiconduttori ha sicuramente alcuni vantaggi nell'essere utilizzata a bassa temperatura, in particolare il rumore termico diminuisce linearmente con la temperatura. Ma in genere al di sotto di una certa temperatura che dipende dal drogaggio il numero dei portatori di carica diminuisce in maniera esponenziale e i semiconduttori si comportano come degli isolanti. I materiali superconduttori convenzionali che invece funzionano alle temperature criogeniche (elio liquido) permettono di realizzare dispositivi con proprietà irrealizzabili con l'elettronica convenzionale; l'elemento di base di tali dispositivi è la giunzione Josephson e tra i dispositivi principali basati sulle giunzioni Josephson va sicuramente menzionato lo SQUID.

### Contrazione termica
La criogenia con azoto liquido viene applicata a pezzi metallici per rimuovere ossidazioni e vernice, tale risultato viene ottenuto grazie alla capacità dell'azoto liquido di contrarre la sostanza che ricopre tale pezzo metallico più delle sue dimensioni normali, in tale modo le sostanze da rimuovere si crepano e si gonfiano permettendo di eliminarle con più facilità.

### Calettamento criogenico
Questa tecnica viene spesso utilizzata per l’accoppiamento di parti meccaniche.
Nel calettamento a freddo il componente interno si contrae quando viene immerso e mantenuto nell’azoto liquido. In seguito viene inserito nell’elemento esterno che a sua volta può essere riscaldato per ricavarne una dilatazione e quindi lo spazio e il tempo necessari per gestire un accoppiamento di precisione.
Mentre i due componenti si adattano alla temperatura ambiente si forma un accoppiamento dinamico.
Questo procedimento ha assunto una grande importanza ad es. nella costruzione di trasmissioni e cambi ai fini dell’accoppiamento fra alberi e ruote dentate. Costruire la sola corona dentata in lega d’acciaio e di applicarla sul corpo della ruota dentata in materiale meno pregiato, consente un notevole risparmio di costi.